# ویلیام تل (فیلم ۱۹۳۴)
«ویلیام تل» (انگلیسی: William Tell) فیلمی در ژانر درام به کارگردانی هاینتس پائول است که در سال ۱۹۳۴ منتشر شد. از بازیگران آن می‌توان به کنراد وایت اشاره کرد.